# Bulbophyllum acutibracteatum
Espèce
Synonymes
- Bulbophyllum acutibracteatum var. acutibracteatum[1]
- Bulbophyllum platyrhachis De Wild.[1]

 Bulbophyllum acutibracteatum est une espèce de plantes de la famille des Orchidées et du genre Bulbophyllum, présente dans plusieurs pays d'Afrique tropicale : Cameroun, région continentale de la Guinée équatoriale, île de Principe (Sao Tomé-et-Principe), République démocratique du Congo.

## Liste des variétés
Selon The Plant List (22 décembre 2018) :
- variété Bulbophyllum acutibracteatum var. rubrobrunneopapillosum (De Wild.) J.J.Verm.